# Bravo! (striptijdschrift)
Bravo! was een Belgisch striptijdschrift, dat zowel in het Nederlands als het Frans verscheen. Het weekblad liep van 1936 tot 1951 en publiceerde zowel Amerikaanse stripreeksen als werk van stripmakers uit de Franco-Belgische school. 

## Geschiedenis van het blad
Op 3 mei 1936 gaf de Nederlander Jean Meuwissen in Brussel het eerste nummer van Bravo! uit, met als ondertitel het groote weekblad voor jongeren. Het kende al snel een grote afzetmarkt in Vlaanderen en in Nederland. Aanvankelijk verschenen er vooral Amerikaanse reeksen in het blad, zoals Flash Gordon, The Katzenjammer Kids en Felix de Kat. Ook werden er geïllustreerde verhalen in opgenomen en allerlei weetjes die de lezers interessant zouden vinden. 
Toen in 1940 de Nederlandse markt wegviel door de Duitse bezetting, lanceerde Meuwissen naast een Nederlandstalige versie een Franstalige versie van het blad, dat eveneens Bravo! heette. In 1942 werd Edgar P. Jacobs, die later Blake en Mortimer zou maken, aangeworven. Toen het de redactie van het blad verboden werd om de Amerikaanse superheldenstrip Flash Gordon nog verder aan te kopen en te publiceren, zette Jacobs zelf de reeks verder. Zijn versie van de strip kreeg echter na een aantal weken eveneens een verschijningsverbod opgelegd. Daarom begon Jacobs aan een eigen sciencefictionstrip, Le Rayon U (De U-straal). Iedere week verschenen er twee pagina's van deze strip, die een enorm succes werd. Ook Albert Uderzo, Jacques Martin en Willy Vandersteen werkten tijdelijk voor het weekblad.
Na de Tweede Wereldoorlog verscheen het weekblad opnieuw zowel in het Nederlands als in het Frans. Ook werden er banden met bundelingen van nummers uitgegeven. Op 17 april 1951 rolde echter het laatste nummer van Bravo! van de persen.